# Corey Rockwell
Corey Rockwell (* 26. Februar 1974) ist ein US-amerikanischer Fußballschiedsrichterassistent.
Rockwell ist seit 2005 Schiedsrichterassistent in der Major League Soccer (MLS). Bisher hatte er über 330 Einsätze. Zudem wird er regelmäßig in der CONCACAF Champions League eingesetzt.
Seit 2007 steht Rockwell auf der Liste der FIFA-Schiedsrichter und wird bei internationalen Fußballspielen eingesetzt. Er ist langjähriger Schiedsrichterassistent von Jair Marrufo bei internationalen Einsätzen.
Als Schiedsrichterassistent war Rockwell bei vielen internationalen Turnieren im Einsatz, darunter bei der Copa América Centenario 2016 in den Vereinigten Staaten, beim Gold Cup 2017 in den USA, bei der U-17-Weltmeisterschaft 2017 in Indien, bei der Weltmeisterschaft 2018 in Russland (als Assistent von Jair Marrufo) und bei der Klub-Weltmeisterschaft 2018 in den Vereinigten Arabischen Emiraten (als Assistent von Jair Marrufo).